# Thế vận hội Mùa hè 2028
Thế vận hội Mùa hè 2028 (tiếng Anh: 2028 Summer Olympics), tên gọi chính thức tiếng Anh là Games of the XXXIV Olympiad, là một sự kiện thể thao Mùa hè dự kiến sẽ được tổ chức từ ngày 21 tháng 7 đến ngày 6 tháng 8 năm 2028 tại Los Angeles, California, Hoa Kỳ. Đã có nhiều địa điểm là ứng viên để tranh quyền đăng cai. Tuy nhiên, chỉ còn lại hai ứng cử viên đăng cai là Paris và Los Angeles.
Cuối cùng, thành phố Los Angeles của Hoa Kỳ đã giành quyền đăng cai vào tháng 7 năm 2017, kết quả được thông báo ngày 13 tháng 9 năm 2017 bởi Ủy ban Olympic Quốc tế sau Buổi họp thứ 131 của Ủy ban Olympic Quốc tế ở Lima, Peru. Đây là lần thứ năm Hoa Kỳ đăng cai tổ chức Thế vận hội Mùa hè và Los Angeles trở thành thành phố thứ ba trên thế giới sau Luân Đôn và Paris ba lần đăng cai Thế vận hội Mùa hè.

## Đăng cai
| Los Angeles | Hoa Kỳ | Ưu tiên |

## Bản quyền phát sóng
- Albania - RTSH
- Úc - Nine Network
- Bỉ - RTBF, VRT
- Brazil - Grupo Globo
- Bulgaria - BNT
- Canada - CBC/Radio-Canada, TSN, RDS
- Trung Quốc - CMG
- Croatia - HRT
- Cộng hoà Séc - ČT
- Đan Mạch - DR, TV 2
- Châu Âu - EBU, Warner Bros. Discovery
- Estonia - ERR
- Phần Lan - Yle
- Pháp - France Télévision
- Đức - ARD, ZDF
- Hy Lạp - ERT
- Hungary - MTVA
- Iceland - RÚV
- Ireland - RTÉ
- Israel - Sports Channel
- Ý - RAI
- Nhật Bản - Japan Consrotium
- Latvia - LTV
- Lithuania - LRT
- Montenegro - RTCG
- Hà Lan - NOS
- Na Uy - NRK
- Ba Lan - TVP
- Slovakia - RTVS
- Slovenia - RTV
- Tây Ban Nha - RTVE
- Thuỵ Điển - SVT
- Thuỵ Sỹ - SRG SSG
- Ukraine - Suspiline
- Anh Quốc - BBC
- Hoa Kỳ - NBCUnivesal